# Prince of Persia
A Prince of Persia egy akció-kalandjáték sorozat, amit eredetileg Jordan Mechner fejlesztett és a Brøderbund segítségével adta ki 1989-ben Apple II-re, majd 4 év múlva megjelent a folytatás. Az első 3D-s rész 1999-ben látott napvilágot, de a fejlesztésén már más stúdió dolgozott. Jordan Mechner, a széria teremtője a The Last Express játék fejlesztését felügyelte, ami a remek kritikai fogadtatás ellenére is kevés példányszámban fogyott, ekkor fordult el a játékipartól.
A Ubisoft 2001-ben megkereste egy esetleges folytatás ötletével, így készült el 2003-ban a Sands of Time, ami több díjat és elismerést is kapott, valamint jó eladási mutatókkal bírt, így később trilógiává bővítették (Warrior Within 2004, The Two Thrones 2005). Mechner viszont nem támogatta az új irányt, így nem vett részt azok elkészítésénél.
A jogbirtokos Ubisoft is újragondolta a sorozat további sorsát, ennek eredményeképpen érkezett meg az alcímet elhagyó Prince of Persia (2008), ami teljesen eltérő volt mind grafika mind játékmenet terén az eddigi részektől, (Cselekménye nem kötődik az előző részekhez.) majd kijött DLC-re (konzolra) ennek folytatása a Prince Of Persia: Epilogue (2009). Bár 2 milliónál is több kelt a játékból, valamint a szakma is jó kritikákkal illette, 2010-ben a The Forgotten Sands résszel visszatértek a Sands of Time trilógiához, valamint a Sands of Time és a Warrior Within között történik a cselekmény.
Nagyjából ezzel egy időben készült el a Sands of Time filmváltozata a Walt Disney Pictures számára, aminek forgatókönyvének megírásában Mechner is szerepet vállalt.

## Történet
Bár a Prince of Persia sorozat sok változáson ment keresztül, egyes részletek mindegyiknél megegyeznek: A helyszín mindig Perzsia, ahol a főszereplő egy Herceg nevezetű karakter (nem azonosítható egyetlen személlyel), akit irányítva a játékos különféle ügyességi vagy logikai feladatokat hajthat végre, illetve a harcnak is fontos szerep jut.

### Eredeti trilógia
- Prince of Persia (videójáték, 1989)
- Prince of Persia 2: The Shadow and the Flame
- Prince of Persia 3D

### The Sands of Timetrilógia
A trilógia egyes részei évenként jelentek meg 2003 és 2005 között. Rendelkezett egy egységes központi szállal, aminek középpontjában a Herceg és az idő homokja állt. Ha az idő homokját valaki szabadjára engedi, akkor az a környéken irtózatos pusztítást képes véghezvinni, bármilyen létformát, amihez hozzáér, homokszörnnyé változtat. Az idő tőre képes arra, hogy viselője a homok felhasználásával irányítani tudja az időt (lassítani, gyorsítani, megállítani, illetve visszatekerni), valamint csak a használatával győzhetőek le teljesen a homokszörnyek. Az idő manipulálása és annak következményei jelentős szerepet kapnak a történet során, illetve magára történetmesélésre is nagyobb hangsúly helyeződik. A trilógiához kapcsolódik egy mellékág, a Battles of Prince of Persia című körökre osztott stratégia Nintendo DS-re, valamint egy teljes értékű játék, a Prince of Persia: The Forgotten Sands, ami a Sands of Time és a Warrior Within közötti történésekre fókuszál.

#### Prince of Persia: The Sands of Time
Sharaman, Perzsia királya és fia, a Herceg, Indiába indultak, hogy elfoglaljanak egy várost Azad tartományban (fiktív helyszín) a maharadzsa áruló tanácsadójának, Viziernek a segítségével. A megszerzett zsákmánnyal és a maharadzsa lányával, Farahval a hadsereg Azad városa felé indul. Amikor a király átadja ajándékait szövetségesének, Vizier ráveszi a Herceget, hogy nyissa ki a Homokórát, az idő homokja elszabadul és az egész város népét megfertőzte, homokszörnnyé változtatta.
A Herceg a tőrnek, Farah a medáljának, Vizier pedig a botjának köszönhetően menekült meg a homok pusztító hatásaitól.A Herceg szövetkezik Farahval, hogy helyrehozzák a kárt, amit okozott és megpróbálnak visszajutni a Homokórához, amit Vizier a Hajnal Tornyába (Tower of Dawn) helyezett. Nem csak a homokszörnyek, hanem a város beindult védelmi mechanizmusa (csapdák) is folyamatos nehézséget jelentenek útjuk során, valamint romantikus szál is kialakulni látszik kettőjük között.
Amikor a Homokórához érnek, elbizonytalanodik és kérdőre vonja Faraht, hogy miért olyan segítőkész. (Hisz őt elrabolták és népét legyőzték.) Vizier pedig megjelenik és egy varázslattal eltaszítja őket, kis híján megszerezve az idő tőrét, a Herceg viszont sikeresen elveszi előle, de a katakombákba zuhannak. Farah elmesélt egy történetet, amikor az anyukája megtanított neki egy varázsszót (Kakolookiyam), ami segít neki, mikor fél. Ez megnyitott egy járatot és így folytathatták útjukat, ami a fürdőbe vezetett, ahol szerelmük beteljesedik.
Amikor a Herceg felébred, Farah eltűnt a tőrrel, a nyakláncát hagyva csak hátra. A Herceg utánaered a Hajnal Tornyába, de későn érkezik, Faraht körbeveszik az ellenségek, ő pedig minden erőfeszítése ellenére se tudja megmenteni szerelmét, aki lezuhan a Homokórát tároló terembe. A Herceg lemegy, hogy gyászolja szerettének elvesztését. Dühében felugrik a Homokórára és a tőrrel visszatekeri az időt az ostrom előtti éjszakára, meg nem történtté téve az eseményeket (Grand Rewind), beleértve a kapcsolatát a hercegnővel. Elindul, hogy figyelmeztesse Faraht apja tanácsadójának árulásáról. Elmeséli neki az egész történetét és azt is, hogy hogyan kerülheti el a támadást. Ekkora betoppan Vizier és sor kerül a végső küzdelemre. Miután a Herceg győzedelmeskedik, átadja a tőrt Farahnak, aki továbbra sem tudja elhinni a halottakat. Amikor a nevéről kérdezi a Herceget, ő azt feleli, hívja nyugodtan Kakolookiyam-nak, majd eltűnik a távolban, Farah pedig csodálkozik, hogy talán mégis az igazat beszélte.

#### Prince of Persia: Warrior Within
7 évvel a Sands of Time történése után, a Herceget egy megállíthatatlan és rejtélyes szörny, a Dahaka, az idő őre veszi üldözőbe, mert kijátszotta saját sorsát, így felborítva az idő vonalát.
Tanácsért felkeresi régi jó barátját (The Old Man), akitől megtudja, hogy bárki is engedte szabadjára az idő homokját, arra halál vár. A túlélés érdekében vitorlát bont, hogy eljusson az idő szigetére, ahol megakadályozza, hogy egyáltalán létrehozzák az idő homokját, és úgy hiszi, a Dahakának akkor már nem lesz oka üldöznie őt. A főhős hajóját támadás éri és öntudatlan állapotba a sziget partjaira sodródik, azután a támadó,  Shahdee nyomába ered egészen az erőd belsejéig, ahol a nő után megy a portálon keresztül és a múltba kerül át.
Amikor követi egy különös alakra lesz figyelmes (Sandwraith), de aztán dulakodás hangját hallja. Shahdee mélybe akarja lökni Kaileenát (a császárnő egy szolgálója), akinek a Herceg segítségére siet, párbajban legyőzi Shahdeet. Kaileenával folytatott beszélgetése alkalmával megtudja, hogy az idő császárnője épp a homok elkészítéséhez szükséges teendőivel foglalkozik és végez a Herceggel, hogyha meglátja, de Kaileena elárulja, miként juthat el a trónterembe.
Ahogy halad előre küldetésével (a portálok segítségével a múltban és jelenben egyaránt), a Dahaka többször is feltűnik, de a vízen nem képes áthatolni és ez a Herceg életét számos alkalommal megmenti. Az erőd két tornyában lévő szerkezetet aktiválva megnyitja az utat a trónterembe. A trónteremben fény derül Kaileena titkára, ő az idő császárnője. Előre látta végzetét, hogy a megöli majd és ő is megpróbálja elkerülni, ahogy a Herceg is szeretné. A harcban meghal, a Herceg pedig visszajut a jelenbe.
Már abban a hitben van, hogy küldetése sikerrel jár, de az idő őrének megjelenése ráébreszti, hogy tulajdonképpen ő a felelős az idő homokjának létrehozásáért, mivel az a császárnő maradványaiból keletkezett. A remény elveszni látszott számára, de megtalálta a Mask of the Wraith nevű tárgyat, ami a sors megváltoztatásának erejével bír. Amikor felveszi, azzá a sötét teremtménnyé változik, akit korábbi útja során látott. A maszk segítségével visszakerül abba az időbe, amikor még a szigetre érkezett, de képes azonos idősíkban létezni régi énjével, ezzel megmagyarázva, hogy miért tűnt fel már korábban a cselekmény során.
A terve az, hogy Kaileenát egy portálon keresztül a jelenbe juttatja át, ezáltal az idő homokja csak a Sands of Time eseményei után 7 évvel jönne létre, így lehetetlenné téve, hogy a Herceg azt Azad városában szabadon engedje. Bár biztos benne, hogy saját magát látta meghalni mielőtt a trónterembe lépett volna, ezúttal hagyta, hogy múltbeli alteregóját a Dahaka elkapja, így pedig levehette a maszkját és visszakapta eredeti alakját. A trónteremben kérése ellenére Kaileena a harcot választja, a Herceg pedig keresztüllöki a portálon, hogy vele együtt visszatérjen a jelenbe. A történet itt kétfelé ágazik. Az egyikben Kaileena, míg a másikban a Dahaka ellen kell megküzdeni. Miután győzedelmeskedik, a Herceg Babilon felé hajózik (ha Kaileena életben maradt, akkor vele kettesben) és látja, hogy szeretett városa lángokban áll.

#### Prince of Persia: The Two Thrones

A Two Thrones főellenségeivel az újonnan bevezetett speedkill rendszer segítségével lehet végezni.

A Prince of Persia: The Two Thrones közvetlen a Warrior Within ’igazi’ befejezése után veszi fel a fonalat, vagyis a Herceg a Dahakát legyőzi, Kaileenát pedig megmenti végzetétől, kettesben hajóznak Babilon felé.
Amikor közelebb érnek elszörnyedve látja, hogy a városát elfoglalták, hajójukat pedig nyílzáporral sújtják és egy katapulttal a tenger mélyére süllyesztik. A Herceg egy deszkába kapaszkodva partra sodródik, és szeme láttára vonszolják el szerelmét a rejtélyes támadók. Útra indul, hogy kiszabadítsa, és akkor rájön, hogy ősi ellensége, Vizier áll a támadás mögött (az idő szigetén történt eseményeknek köszönhető, hogy nem halott) és ő rabolta el Kaileenát.
Amikor végre megtalálja szerelmét, tehetetlenül kell végignéznie, ahogy a Vizier az idő tőrével hason szúrja kedvesét, ezzel elszabadítva az idő homokját, majd pedig önmagába mártja a tőrt, átváltoztatva magát egy halhatatlan szörnnyé. Az elszabadult homok mindenkit átváltoztat, a Herceg azonban még időben elkapja az idő tőrét, viszont részlegesen így is megfertőződik.
Megmenekül, azonban a csatornában találja magát Babilon városának peremén és elindul, hogy megölje Viziert. Az idő homokjának hatására egy sötét személyiség alakul ki benne. A Herceg jó cselekedetekre törekszik, de a bosszúvágy hajtja előre, míg a Sötét Herceg (Dark Prince) egy rideg, kegyetlen, arrogáns és szarkasztikus személyiség, aki egy belső hangként igyekszik meggyőzni a Herceget, hogy tulajdonképpen ők egy és ugyanazon személy és ne törődjön másokkal, csak saját magával.
A Vizier nyomában összefut egy régi ismerőssel, Farahával, aki természetesen nem emlékszik semmire és meglepődik, hogy a Herceg ismeri őt. Kezdetben gyanakvó, ennek ellenére egy új kötelék van kialakulóban kettőjük között. Vizier azonban elragadja Farahát, hogy magához hasonlóvá formálja és királynőjévé tegye, a Herceg lába alatt egy varázslattal beszakítja a talajt, aki így egy földalatti aknába zuhan, ahol a Sötét Herceg megpróbálja teljesen uralma alá vonni. A Herceg megtalálva apja kardját és holttestét, elkeseredik, sötét énje pedig szemére veti az eddigi próbálkozásait a múlt megváltoztatásáról és azok sikerességét. A Herceg végül belátja, hogy nem futhat tovább sorsa elől, nem törölheti el többé hibáit és azok következményeit, hanem el kell azokat fogadnia, a felismerésnek hála pedig úgy tűnik, teljesen úrrá lesz a Sötét Hercegen.
A Herceg végül kijut, és újra szembeszáll Vizierrel és az idő tőrével szíven szúrja. A Vizier testéből kiáramló és a város minden pontján szétterjedő homok a torony tetején koncentrálódik és Kaileena alakja formálódik meg, aki a sebeit begyógyítja és megtisztítja a várost a fertőzéstől. A Sötét Herceg ekkor magához akarja ragadni teste irányítását, de a Herceg végül örökre elhallgattatja. Farah felébreszti és megkérdezi, hogy honnan tudta a nevét. A Herceg pedig elmeséli neki történetét ugyanúgy, ahogyan a Sands of Time végén is tette.

### Prince of Persia (2008)
A 2008-ban megjelent Prince of Persia egy rejtélyes perzsa városállamban játszódik, ahol a zoroasztrizmus az uralkodó vallás. A játék kezdetén egy kalandor és szerencsevadász, akinek neve nem ismert (Herceg becenéven szólítják, de nem tagja a királyi családnak), épp a sivatagi viharból próbál kijutni, amikor találkozik Elikával az Ahurák hercegnőjével, akit épp katonák üldöznek. Legyőzik a katonákat, a Herceg pedig követi a templomba, ahol Ahrimant őrzik.
Amikor odaérnek, szembekerülnek Elika apjával a Gyászoló Királlyal. A harc után az apja kardjával széthasítja a fát és Ahriman elszabadul. Elika és a Herceg elmenekül a templomból és Elika elmondja, hogy ha vissza akarják állítani a világ egyensúlyát és elűzni a fertőzést, akkor a királyságban az összes Fertile Groundhoz el kell őt juttatnia, ahol mágiával visszaállíthatja a területet régi formájára. (Ezek látják el energiával a templomot, ebből az energiából táplálták a fát, ami eddig fogva tartotta a Sötétség Istenét.)
Az út során kiderül az apa indítéka, felesége, majd lánya is meghalt, ő pedig összeomlott a gyász súlya alatt, Ahriman elé vitte Elikát, hogy fény segítségével új életet leheljen belé, ezzel viszont a király eladta a lelkét, Ahriman csatlósává válva és a világra szabadította a gonoszt.
Miután a Herceg és Elika legyőzték az összes hadvezért, ezzel felszabadítva a Fertile Groundokat, visszatérnek a templomba, hogy újra elzárják Ahrimant, ahol már Elika apja várja őket, akit teljesen bekebelezett a sötétség. Miután legyőzik, a mélységbe veti magát, ezzel megadva az erőt Ahrimannak, hogy újra szabad legyen, így harc bontakozik ki közöttük. Elika nem mondta el korábban, hogy életét kell adnia, ha vissza akarja Ahrimant zárni és végül feláldozza magát, hogy létrehozza Élet Fáját, Ahriman börtönét.
A Herceg alkut köt Ahrimannal, hogy Elikát újra visszahozza az életbe, cserébe szabadjára engedi börtönéből. A történet végén a Herceg Elikával a karjaiban halad keresztül a sivatagon, miközben mögöttük mindent elemészt a sötétség.

### Prince of Persia: Epilogue
2009-ben jelent meg ez s DLC (Downloadable Content), sajnos PC-n nem jelent meg. Ez a Prince of Persia folytatása, mely a kaland lezárása. A története annyira nem erős mint az előző részé, de nem is ez volt a cél, hanem a közösség hatására egy keményebb játékmenet kialakítása, amely a harcok és a mászkálás újragondolásával és néhány új elem bekerülésével valósult meg. Igaz nagyobb benne a kihívás, sokkal nagyobb koncentrációt igényel egy-egy harc, ez a játék inkább azoknak a játékosoknak ajánlott, akik szerették az eredeti sztorit, esetleg már nincs kedvük újrajátszani az eredeti sztorit, de valami újdonságot szeretnének tapasztalni.

### Prince of Persia: The Forgotten Sands

A Forgotten Sands során az időt befolyásoló képességeket számos új képesség váltja fel.

A játék több konzolon is megjelent és minden változatban eltérő cselekményszál bontakozott ki. Az úgynevezett HD változatok (PC/PS3/Xbox 360) története a Sands of Time után játszódik.
A Herceg elindul, hogy meglátogassa bátyját, Malikot, és tanuljon tőle, hogy ugyanolyan remek vezető lehessen, mint amilyen ő. Amikor megérkezik a bátyja erődjéhez (egykor ez volt Solomon király birodalmának központja), látja, hogy az ostrom alatt áll és megpróbál segíteni a testvérének.
Végül találkozik vele és eljutnak a kincstárba, ahol Malik, félve attól, hogy legyőzik, fivére aggályai ellenére is szabadon engedi Solomon homokszörnyekből álló seregét, illetve annak vezérét Ratasht. A pecsét, amivel a folyamatot elindította, kettéhasadt és megvédte őket a homok káros hatásaitól (akihez hozzáér, homokszoborrá változik), továbbá lehetővé teszi számukra, hogy a legyőzött ellenfelek erejét magukba szívják.
Útjaik ekkor különválnak. Találkozik egy dzsinnel Raziával, és elmeséli neki mi történt. Razia elmondja a Hercegnek, hogy ő Solomon szövetségese volt,  az emberek és a dzsinnek összefogva, nagy áldozatok árán sikerült a homok hadsereget elzárniuk, ami a királyt és birodalmát kívánta elpusztítani. Figyelmezteti Ratashra, hogy kerülje el a vele való harcot, mert nincs esélye, hagyományos fegyverekkel nem lehet megölni. Ratash volt az, aki ellenezte az emberekkel való megegyezést és békét, mágiáját felhasználva a sivatag homokjából sereget állított.
Malik keresésére küldi, de sietnie kell, hogy egyesítse a két medált, amivel visszazárhatja a szörnyeket, különben az egész világot elárasszák majd. A Herceg rátalál bátyjára, de rájön, hogy a medál befolyása alá kerül, hatalomvágya felé kerekedik és nem akarja visszazárni a sereget, a főhőst viszont megóvta ettől a dzsinn védelmező mágiája.
A Herceg Malik után megy a trónterembe, ahol látja, hogy épp Ratash próbálja elvenni tőle a medált. Úgy tűnt, sikeresen legyőzik, de a pecsétdarab, ami Maliknál van, Ratash erejét is begyűjti és átveszi felette az irányítást. A dzsinn elmondja, hogy a figyelmeztetése ellenére harcoltak és Ratash ereje átszállt Malikra, ezért meg kell ölni (a pecsét másik fele megsemmisült, amikor Ratasht próbálta elnyelni), hogy a homoksereget újra elzárják. Razia a dzsinnek városába küldi, hogy megtalálja azt a kardot, amivel képes legyőzni Ratasht.
A Herceg megtalálja és átadja neki a kardot, ekkor önmagát és erejét a kardba zárta, hogy legyőzzék Ratasht. A Herceg végül legyőzi, ekkor a korábban homokszoborrá változott katonák visszatérnek az életbe és a lecsendesülő viharban Malik testét látja a földön heverni. Razia pedig már nem válaszolt neki, így a kardot visszavitte, ahová tartozik, a várost Malik tanácsadóira bízta és elindult, hogy apjának elmondja, ami történt.

## Prince of Persia képregények
Jordan Mechner 2007-ben írta meg a Prince of Persia képregény történetét. Alex Puvilland és LeUyen Pham illusztrálták és 2008 őszén jelent meg a First Second Books kiadásában. 
A történetben két Herceg a főszereplő, de eltérő időszakokban, így a cselekmény ideje a 9. és 13. századok között váltakozik. Bár a sorozathoz tartozik, a történet egyik játékhoz vagy a filmhez sem köthető.
Before the Sandstorm címmel 2010-ben jelent meg egy képregény a Disney kiadásában, ami a film előzményéül is szolgál, az olvasó pedig többet megtudhat a karakterek hátteréről és motivációikról. A történetet Jordan Mechner írta, az illusztrációkat Todd McFarlane, Nico Henrichon, David Lopez és Bernard Chang készítették.

## Visszatérő elemek

### A Herceg sötét énje
A legelső Prince of Persia játékban, amikor a Herceg egy varázstükrön halad keresztül, az lelkét két részre szakítja, egy önálló árnyképet hozva így létre. Mozgása hasonló, csak a ruhája sötétebb. Több alkalommal is megjelenik majd a játék során és akadályozza a Herceget a továbbjutásban, mígnem az utolsó pályán újra nem egyesülnek.
Ez a játékelem a következő részben is visszatér, azonban a The Shadow and the Flame során nem válik egy önálló létformává, hanem a Herceg ölt magára árny alakot, elhagyva testét. Ennek segítségével tudja megszerezni a kék lángot a templomból és így tudja majd legyőzni ősi ellenfelét, Jaffart is, az árny pedig ezzel örökre eltűnik.
A Warrior Within eseményei során a játékos többször is láthat egy jellegzetes alakot (Sand Wraith), aki mint később kiderül, az ő egyik alteregója. A Herceg ugyanis egy varázserejű tárgyat talált (Mask of the Wraith) és felvéve azt képes visszamenni a múltba, hogy akkori énjének hibáit eltörölje. Ebben az alakban folyamatosan visszanyeri az elhasznált idő homokját, viszont életereje folyamatosan csökken. (Egészen a maximális életerejének negyedéig.) Amikor a Dahaka a múltbeli alteregóját elkapja, leveheti a maszkját és megváltoztathatja végzetét. A Forgotten Sands részt előrendelve bizonyos áruházak feloldható karakterként mellékelték a játékhoz.
A Two Thrones története szerint a Herceget részlegesen megfertőzi az idő homokja, így kialakul benne egy sötét személyiség ("Dark Prince"), ami felerősíti benne az eltelt évek keserűségét és szenvedéseit. Amikor a Sötét Herceg átveszi felette az uralmat, képes a karjába vájódott ostorszerű láncot fegyverként használni, aminek a továbbjutásnál is fontos szerepe lesz, viszont ebben a formában a játékosnak biztosítania kell, hogy a karakter mindig elegendő homokhoz jusson, különben meghal. Víz segítségével a Herceg vissza tudja nyerni régi alakját. A játék végére a Sötét Herceg teljesen át akarja formálni tudatát, a főhős viszont felül tud rajta kerekedni és eltünteti örökre.

### Az idő tőre
Az idő egy ereklyéje, aminek viselője képessé válik az idő homokja segítségével az idő irányítására. Ha egy homok örvény közelébe mennek vele, ahol nagyobb mennyiségben fordul elő a homok, akkor képes megmutatni a jövőt. Aki maga ellen fordítja a tőrt, képes lesz elnyelni az idő homokjának erejét, ezzel halhatatlanná téve önmagát – Vizier ez okból akarja a tőrt megszerezni magának –, viszont ez külsőleg is eltorzítja, és belsőleg is a homok irányítása alá kerül. Csak a tőr segítségével lehet felnyitni a Homokórát, ami az idő homokját rejti.
Az idő szigetén készült el mind a tőr, mind a Homokóra és innen lopta el India maharadzsája. A Herceg apja és seregei elfoglalják a maharadzsa palotáját és elszállítják a tárgyakat egy szövetségesüknek, ajándék gyanánt. A Herceg mit sem sejtve felnyitja a Homokórát és a szabadjára engedett homok mindenkit átváltoztat, aki nem viseli magánál az idő egy ereklyéjét. Csak ezen ereklyék segítségével lehet elpusztítani a homokszörnnyé változott embereket. A Sands of Time végén a Herceg visszazárja a tőrrel a homokot és az ostrom előtti éjszakára pörgeti vissza az idő kerekét. Átadja Farahnak, a maharadzsa lányának az idő tőrét és legyőzi az áruló Viziert, amivel leállítja a hadműveleteket a város ellen.
Mivel a Herceg a Warrior Within részben visszavonja az összes múltbeli cselekedetét, ezért Vizier is életben marad, és megszerzi magának a maharadzsa hatalmát, valamint a tőrt is. Seregével megtámadja Babilont, emberei pedig elfogják városba visszatérő Herceget és Kaileenát. A Herceg szerelme az idő császárnője, Vizier pedig megöli, elszabadítva az idő homokját, magát pedig halhatatlanná teszi. A főhős visszaszerzi a tőrt és végül legyőzi vele Viziert. Ekkor Kaileena szelleme jelenik meg, aki az idő homokjával együtt a tőrt is véglegesen eltünteti a föld színéről.

## Játékok
| Játék címe                                   | Fejlesztő                                            | Platformok | Megjelenési dátum  |
| -------------------------------------------- | ---------------------------------------------------- | --- | ------------------ |
| Prince of Persia                             | Brøderbund                                           | Apple II, Amiga, Amstrad CPC, GB, GBC, Game Gear, NES, Atari ST, ZX Spectrum, SAM Coupé, Mac OS, Master System, SNES, Sega CD, Sega Mega Drive, Sharp X68000, TurboGrafx-CD, PSN, MS-DOS, Xbox 360 (XBLA), iOS | 1989. október 3.   |
| Prince of Persia 2: The Shadow and the Flame | Brøderbund                                           | MS-DOS, Mac OS, SNES, Xbox | 1993               |
| Prince of Persia 3D                          | Red Orb Entertainment                                | Windows, Dreamcast | 1999. október      |
| Prince of Persia: The Sands of Time          | Ubisoft Montreal                                     | Windows, PlayStation 2, GameCube, Xbox, Game Boy Advance, Mobiltelefon | 2003. november 21. |
| Prince of Persia: Warrior Within             | Ubisoft Montreal                                     | Windows, PlayStation 2, GameCube, Xbox, Mobiltelefon | 2004. december 3.  |
| Prince of Persia: The Two Thrones            | Ubisoft Montreal                                     | Windows, PlayStation 2, GameCube, Xbox, Mobiltelefon | 2005. december 9.  |
| Prince of Persia: Revelations                | Pipeworks Software                                   | PSP | 2005. December 6.  |
| Battles of Prince of Persia                  | Ubisoft Montreal                                     | Nintendo DS | 2005. december 7.  |
| Prince of Persia: Rival Swords               | Pipeworks Software                                   | PSP, Wii | 2007. március 20.  |
| Prince of Persia Classic                     | Gameloft, Ubisoft Sofia                              | Mobiltelefon, Xbox Live Arcade, PlayStation Network, iOS, Android | 2007. június 13.   |
| Prince of Persia                             | Ubisoft Montreal                                     | Windows, Xbox 360, PS3 | 2008. december 12. |
| Prince of Persia: The Fallen King            | Ubisoft Casablanca                                   | Nintendo DS | 2008. december 5.  |
| Prince of Persia: The Forgotten Sands        | Ubisoft Montreal, Ubisoft Quebec, Ubisoft Casablanca | Windows, Xbox 360, Wii, PS3, Nintendo DS, PSP | 2010. június 12.   |
| Prince of Persia: The Lost Crown             | Ubisoft Montpellier                                  | Nintendo Switch, PS4, PS5, Windows, Xbox One, Xbox Series X/S | 2024. január 18.   |